# Bihau
Bihau ili Bihou (bjeloruski: Бы́хаў, ruski: Бы́хов, poljski: Bychów, litavski: Bychavas) je grad u istočnoj Bjelorusiji, u Mogiljovskoj oblasti.

## Zemljopis
Bihav se nalazi u istočnoj Bjelorusiji na rijeci Dnjepar. Udaljen je 44 km od oblasnog središta Mogiljova.

## Povijest
Naselje poznato kao Stari Bihou spominje se u dokumentima iz 14. stoljeća. U 15. stoljeću to je naselje u vlasništvu litavskog kneza Švitrigaila. U ljeto 1706., na putu za Kijev, Bihov je posjetio ruski car Petar I. Grad je do 1722. u sastavu Poljsko-Litavske Unije, kada postaje dijelom Ruskog Carstva. Krajem 19. stoljeća u gradu živi oko 6.500 ljudi, uglavnom Bjelorusa (3.077) i Židova (3.036). Željeznički kolodvor sagrađen je 1902. godine.
Bihav je bio poznat po svojoj sinagogi iz 17. stoljeća. Nijemci su ga u Drugom svjetskom ratu okupirali 4. srpnja 1941. Bihavski Židovi ubijeni su u dvije masovne pucnjave u rujnu i studenom 1941. Prema njemačkim i sovjetskim arhivima bilo je 4.600 Židova iz Bihava koji su ubijeni u Voroninu.

## Stanovništvo
Godine 2016. u gradu je živjelo 17.012 stanovnika, te je sedmi po veličini grad u Vitebskoj oblasti. Prema podacima iz 2009.  Bjelorusi čine 89,47%, Rusi 7,96%, Ukrajinci 1,73%, 
Poljaci 0.1% gradskog stanovništva, dok je ostalih 0,74%.

## Vanjske poveznice
- Povijest bihavskih Židova

- Fotografije na Radzima.org

### Ostali projekti
|  | Zajednički poslužitelj ima još gradiva o temi Bihau |